# Panotrogus kliri
Panotrogus kliri är en skalbaggsart som beskrevs av Keith 2001. Panotrogus kliri ingår i släktet Panotrogus och familjen Melolonthidae. Inga underarter finns listade i Catalogue of Life.